# غريمستاد
غريمستاد (بالنرويجية: Grimstad) هي بلدة ساحلية في منطقة أوست أغدر، جنوب مملكة النرويج. تبلغ مساحتها حوالي 304 كم²، ويبلغ عدد سكانها نحو 22,098 نسمة. تُعرف غريمستاد بلؤلؤة الجنوب، كما توصف ببلدة الشعراء. ومن خلال العلاقة بين البر والبحر حدث تطور غريمستاد في مجال التجارة والحرف اليدوية، بالإضافة إلى شهرتها في صناعة السّفن الشراعية.

## أعلام
- داغ أوتو لوريتزن
- تور هوسهوفد
- ليليان مولر
- لارس مايكلسين
- توماس جيل
- كنوت همسون

## وصلات خارجية
- بلدية غريمستاد (باللغة النرويجية)
- موسوعة النرويج (باللغة النرويجية)
- مكتب سياحة غريمستاد (باللغة النرويجية، الألمانية، والإنجليزية)

## صور

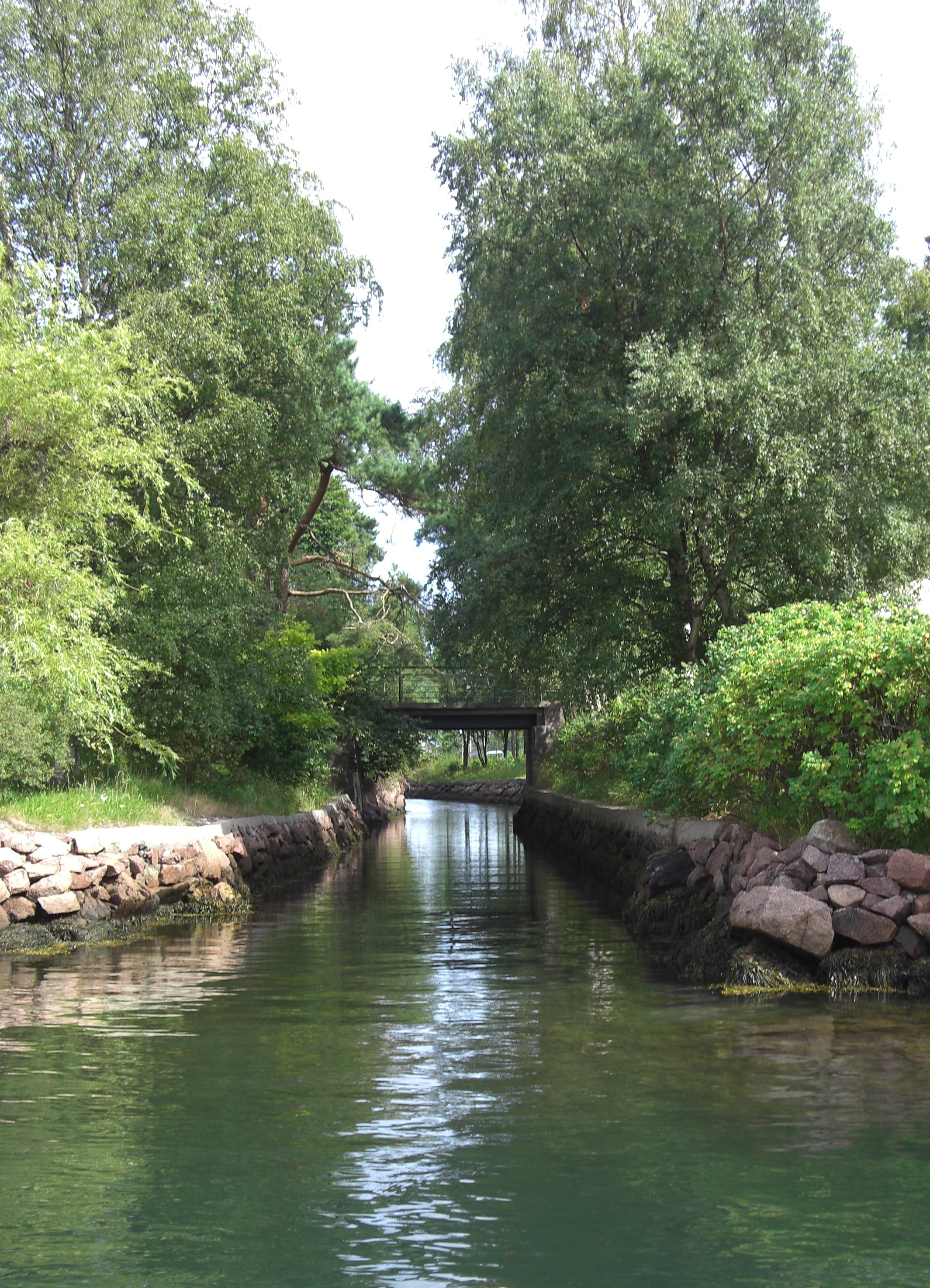
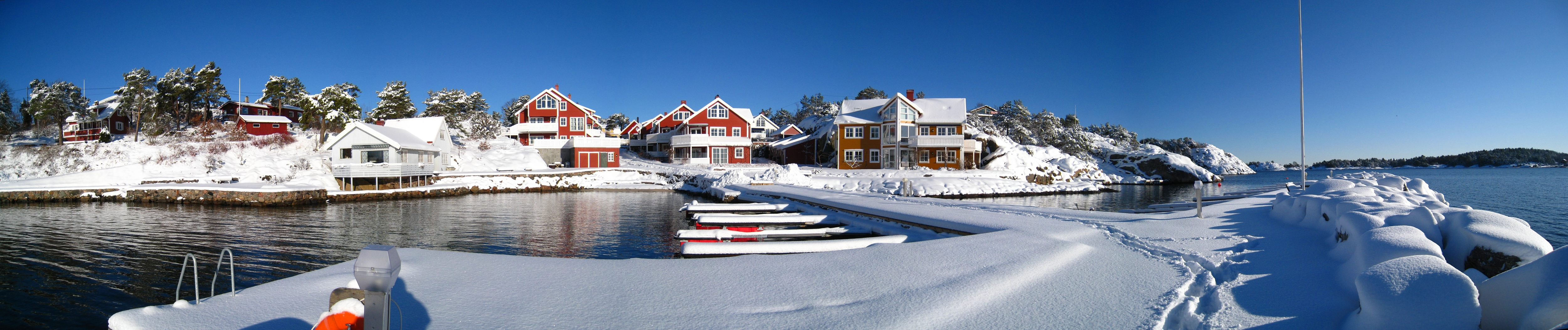
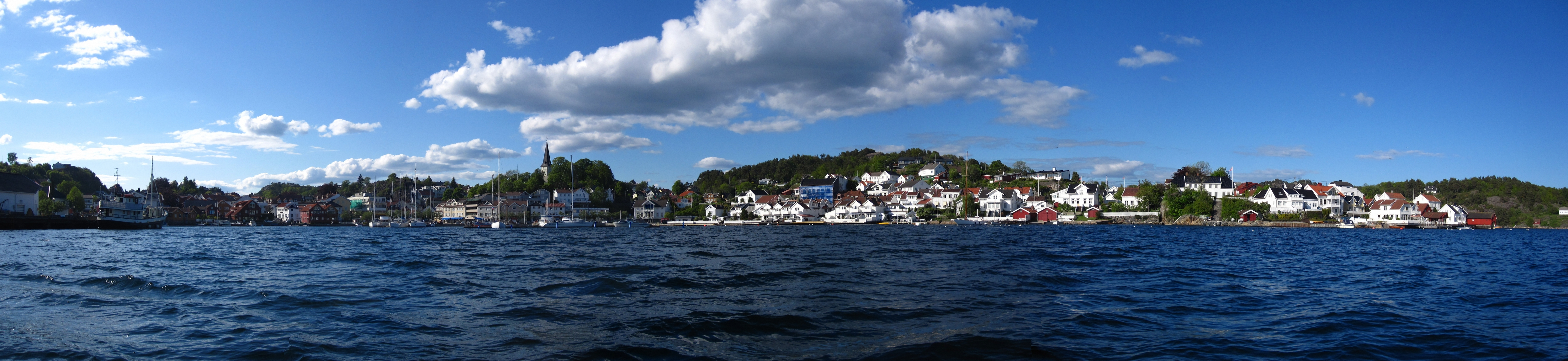